# لولا (سردينيا)
لولا (بالإنجليزية: Lula, Sardinia)‏، (سردينيا: لوفولا) هي بلدية، في مقاطعة نوورو، في إقليم سردينيا الإيطالي، وتقع على بعد حوالي 220 كم (140 ميل) شمال العاصمة الإقليمية كالياري وحوالي 40 كم (25 ميل) شمال شرق عاصمة المقاطعة نورو.

## السكان
في سنة 1861 بلغ عدد السكان 1٬160 نسمة، وتطور العدد ليصل في سنة 2011 لـ 1٬495 نسمة.
يظهر هذا المخطط البياني تطور النمو السكاني لـ لولا (سردينيا)